# Adesmus delahayei
Adesmus delahayei es una especie de escarabajo longicornio del género Adesmus, categorizada en la tribu Hemilophini, de la subfamilia Lamiinae. Fue descrita por Audureau & Demez en 2016.

## Descripción
Mide 11 mm de longitud.

## Distribución
Se distribuye por Perú.